# زكريا المستعصم بالله
أبو يحيى المستعصم بالله الثاني (المعروف أيضاً بلقب المعتصم بالله) هو زكريا بن إبراهيم الواثق بالله، كنيته أبو يحيى، وهو أحد الخلفاء العباسيين في القاهرة. تولى الخلافة لفترة قصيرة عام 779 هـ (الموافق عام 1377 م)، ثم مجدداً من 788 هـ إلى 791 هـ (1386 م – 1389 م).